# Kataoka Ainosuke VI
 (septembre 2020).
Si vous disposez d'ouvrages ou d'articles de référence ou si vous connaissez des sites web de qualité traitant du thème abordé ici, merci de compléter l'article en donnant les références utiles à sa vérifiabilité et en les liant à la section « Notes et références ».
Kataoka Ainosuke VI (六代目 片岡 愛之助, Sakai Masato), né le 14 mars 1972 à Sakai (Osaka, Japon), est un acteur kabuki japonais.

## Filmographie sélective

### Kabuki
- Shōchiku Ōkabuki
- Heisei Wakashū Kabuki
- Asakusa Kabuki
- Hanagata Kabuki
- Mitsukoshi Kabuki
- Eiraku-kan Kabuki
- Sistina Kabuki

## À la télévision
- 2013 : Hanzawa Naoki: Shunichi Kurosaki
- 2013 : Kamen Rider Gaim : Kamen Rider Mars (voix)
- 2016 : Sanada Maru : Ōtani Yoshitsugu